# Elecciones generales de Puerto Rico de 1952
Se realizaron elecciones generales en Puerto Rico el 4 de noviembre de 1952. Luis Muñoz Marín del Partido Popular Democrático fue elegido como Gobernador.

## Contexto
Las elecciones del 1952 se caracterizan por ser las primeras realizadas luego del establecimiento de la  Constitución de Puerto Rico de 1952, la cual se caracteriza por la institucionalización del Senado de Puerto Rico con 27 miembros y la Cámara de Representantes de Puerto Rico de 51 miembros, además del sistema de acumulación en la elección de los parlamentarios y de representación a minorías.